# 1069 Planckia
1069 Planckia је астероид главног астероидног појаса. Приближан пречник астероида је 39,50 ,
а средња удаљеност астероида од Сунца износи 3,128 астрономских јединица (АЈ).
Инклинација (нагиб) орбите у односу на раван еклиптике је 13,568 степени, а орбитални период износи 2020,843 дана (5,532 година). Ексцентрицитет орбите астероида износи 0,109.
Апсолутна магнитуда астероида износи 9,30 а геометријски албедо 0,215.
Астероид је откривен 28. јануара 1927. године.